# Schweinsaugenhai
Der Schweinsaugenhai oder Javahai (Carcharhinus amboinensis) ist eine Art der Gattung Carcharhinus innerhalb der Requiemhaie (Carcharhinidae). Das Verbreitungsgebiet dieser Art erstreckt sich an den Küsten des Indopazifik, wo er sowohl vor Ostafrika, Madagaskar, Süd- und Südostasien wie Australien anzutreffen ist.

## Aussehen und Merkmale
Der Schweinsaugenhai ist ein relativ großer und kompakt gebauter Hai mit einer durchschnittlichen Größe von 200 bis 220 cm und einer Maximallänge von etwa 280 cm. Er hat eine graue Rückenfärbung ohne auffällige Zeichnung und einen weißen Bauch. Flossenzeichnungen können bei den Junghaien vorhanden sein, auf den Flanken kann zudem ein heller Flankenstreif auftauchen.
Die Schnauze des Hais ist sehr kurz und abgerundet und die Augen sind klein. Er besitzt eine Afterflosse und zwei Rückenflossen. Die erste Rückenflosse ist vergleichsweise groß und sichelförmig, sie liegt hinter oder direkt über dem hinteren Ansatz der Brustflossen. Ein Interdorsalkamm ist nicht vorhanden. Die 2. Rückenflosse ist klein. Die Brustflossen sind relativ groß und breit ausgebildet. Wie alle Arten der Gattung besitzen die Tiere fünf Kiemenspalten und haben kein Spritzloch.
Verwechslungen können mit dem ähnlich großen, aber weniger massiven Bullenhai (C. leucas) vorkommen; von diesem unterscheidet er sich vor allem durch die unterschiedliche relative Größe der Rückenflossen.

## Lebensweise
Der Schweinsaugenhai lebt in Küstennähe im Bereich des Kontinentalschelfs sowie an Inselsockeln in Tiefen von bis zu 60 m. Er ernährt sich räuberisch, wobei vor allem kleine Knochenfische und verschiedene Weichtiere sowie Krebstiere zu seinem Nahrungsspektrum gehören. Eine potentielle Konkurrenz besteht wahrscheinlich zu dem ähnlich großen Bullenhai, da der Schweinsaugenhai in Bereichen, in denen dieser vorkommt, seltener ist.
Schweinsaugenhaie sind wie andere Arten der Gattung lebendgebärend. Die Weibchen bilden eine Dottersack-Plazenta aus (plazental vivipar). Die Junghaie haben eine Größe von etwa 70 Zentimetern, die Geschlechtsreife erreichen die Tiere mit 195 cm (Männchen) bzw. 200 bis 225 cm (Weibchen).

## Verbreitung

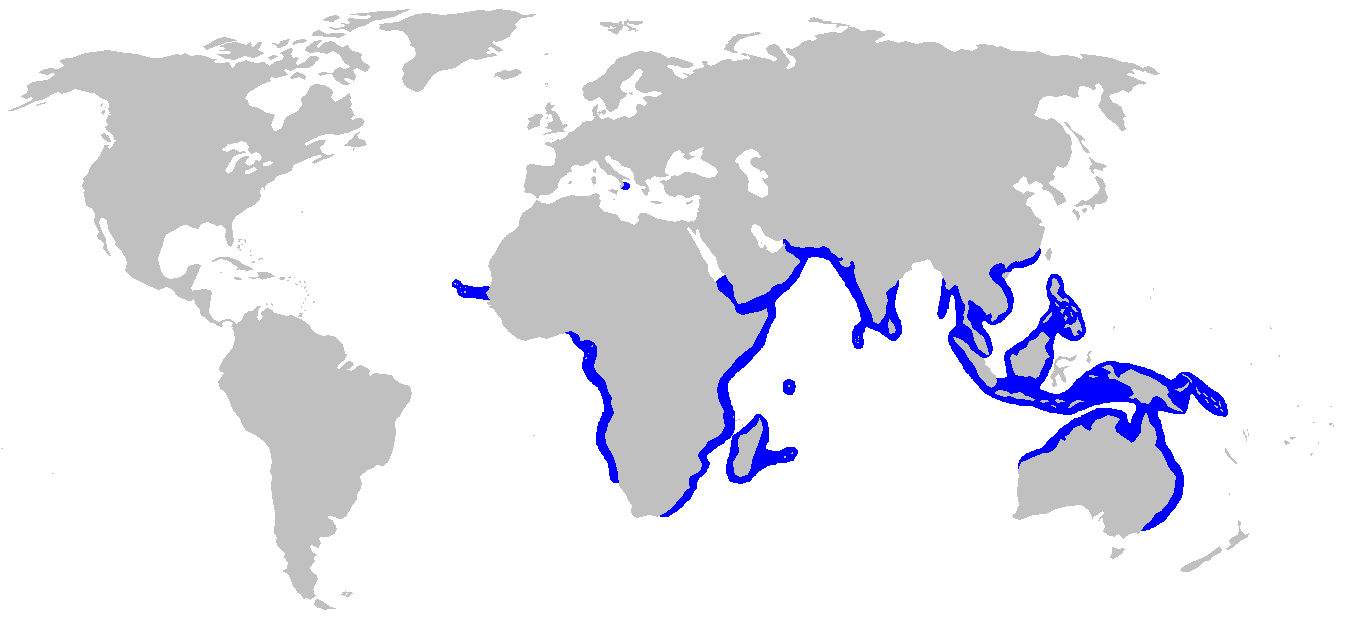
Verbreitungsgebiete des Schweinsaugenhais

Das Verbreitungsgebiet des Schweinsaugenhais zieht sich entlang der Küsten des Indopazifik. So kommt er vor den Küsten Süd- und Ostafrikas und Madagaskars sowie an der asiatischen Küste von der Arabischen Halbinsel über Indien bis nach Südostasien und der Ostküste Australiens vor. Ein isoliertes Vorkommen besteht im östlichen Atlantik vor der Küste Nigerias.

## Bedeutung für den Menschen
Es sind keine Angriffe des Schweinsaugenhais auf Menschen in der International Shark Attack File verzeichnet. Der Hai wird für sein Fleisch und Haifischflossensuppe gejagt und kann auf diesem Wege Überträger der gefährlichen Krankheit Ciguatera sein. 1993 starben auf Madagaskar 98 Menschen (von über 500 Erkrankten) nach einer Infektion durch einen Schweinsaugenhai.

## Gefährdung
Diese Art wird vereinzelt wegen ihres Fleisches und ihrer Flossen mit Langleinen sowie mit Kiemennetzen gefischt. Generell gibt es wenig quantitative Daten über Fänge dieser Art. Im Indo-Westpazifik wird eher von einer sporadischen Ausbreitung berichtet. In Südafrika besteht eine bessere Datenlage; dort wird ein deutlich rückläufiger Trend bei den Fängen festgestellt. Daher stellt die IUCN seit 2009 den Status potenziell gefährdet für die Population im südwestlichen Indischen Ozean aus.
Global gesehen fehlen weiter Daten, um den Gefährdungsstatus dieser Art zu bewerten. Daher gilt für den Schweinsaugenhai der Status ungenügende Datengrundlage. Aber es wird davon ausgegangen, dass dieser Hai starken lokalen Fischereidruck nicht aushalten kann.